# Pawłowice (powiat poznański)

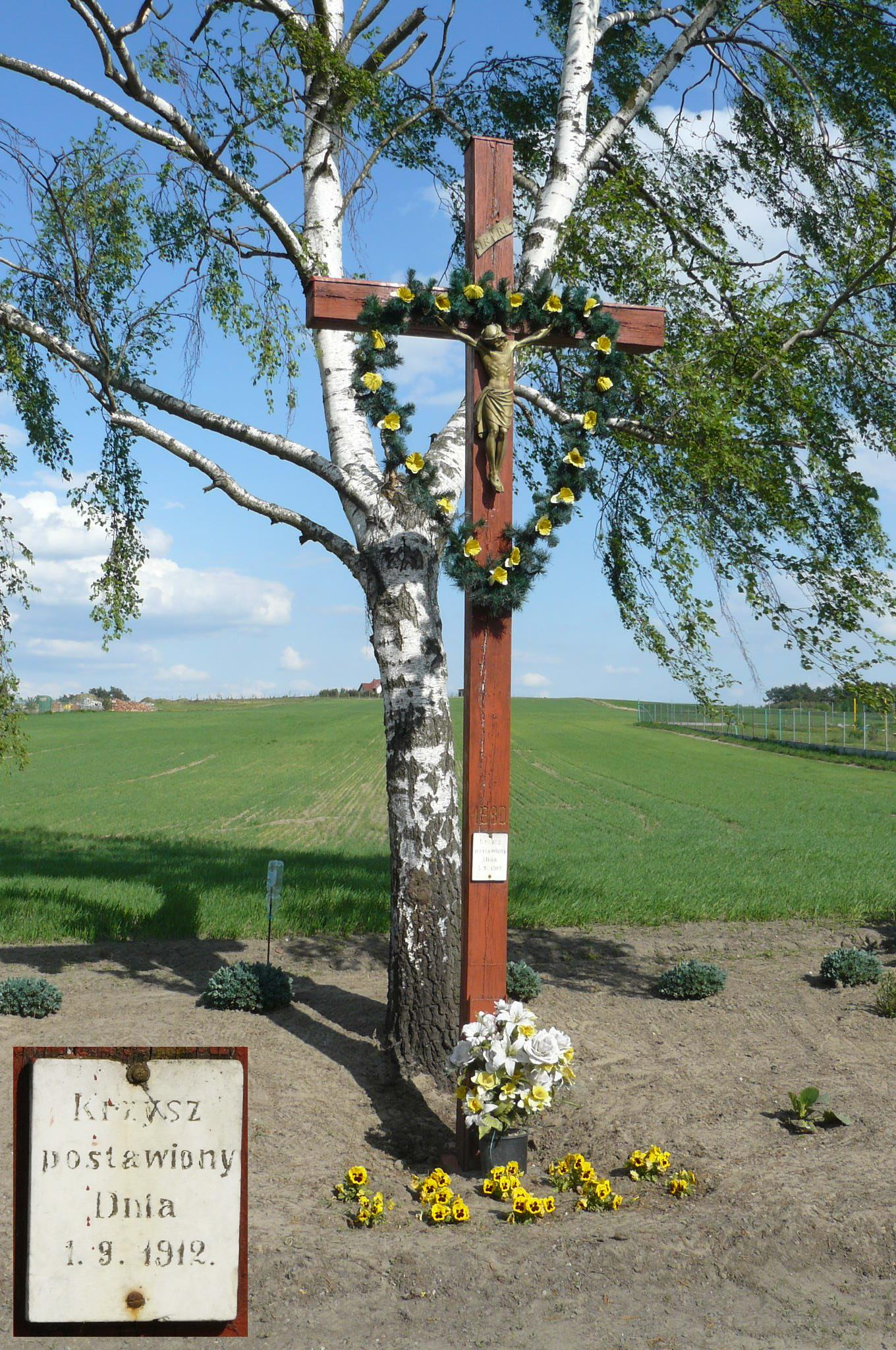
Krucyfiks z 1912

Pawłowice – wieś w Polsce, położona w województwie wielkopolskim, w powiecie poznańskim, w gminie Rokietnica.
W latach 1975–1998 miejscowość należała administracyjnie do województwa poznańskiego.

## Integralne części wsi
| SIMC    | Nazwa | Rodzaj    |
| ------- | ----- | --------- |
| 1008096 | Huby  | część wsi |

## Historia
Miejscowość pierwotnie była związana z Wielkopolską. Istnieje co najmniej od drugiej połowy XIV wieku i ma średniowieczną metrykę. Po raz pierwszy w źródłach historycznych wieś odnotowana została w łacińskim dokumencie z 1366 gdzie zapisano ją pod nazwą "Pawlovicze", 1387 "Pavlovicze", 1391 "Pavlouicz", 1392 "Pawlovicz", 1396 "Pawlovice", 1398 "Pavlovice", 1400 "Paulouice, Paulowice", 1401 "Pawłowice", 1406 "Pawlowicze", 1416 "Paulowicze", 1490 "Pawlowycze".
Okolice miejscowości były zasiedlone jednak już wcześniej niż odnotowały to zachowane zapisy historyczne. W wyniku archeologicznych badań ratowniczych przeprowadzonych w latach 1874-1877 odsłonięto grodzisko nizinne, wklęsłe, otoczone wałem pierścieniowatym. Jego wiek oszacowano na IX wiek jednak nie zostało ono gruntownie zbadane ponieważ zostało całkowicie zniwelowane .
Początkowo należała do opola chojnickiego z siedzibą w Chojnicy, które było reliktem opola - przedpaństwowej wspólnoty rodowo-terytorialnej, a w późniejszym okresie stało się administracyjnym podokręgiem kasztelanii. W 1388 Pawłowice zostały odnotowane w granicach tego opola.
Wieś była własnością szlachecką należącą do wielkopolskiej szlachty z rodu Stopirków, Pawłowskich i Pawłowickich, którzy od nazwy wsi przyjęli odmiejscowe nazwisko, a później także do Kierskich, Przyborowskich, Chybskich, Jabłkowskich, Kębłowskich, Sobockich, Wisławskich. W 1462 miejscowość leżała w powiecie poznańskim województwa poznańskiego w Koronie Królestwa Polskiego. W 1508 odnotowana została w parafii Sobota.
Pierwszy zachowany zapis o wsi z 1366 wymienia świadka Jakusza dziedzica pawłowickiego zwanego też Jakubem starszym Stopirką, ojciec Mirosława i Mikołaja Stopirków z Pawłowic. W latach 1387-1409 odnotowany został w archiwach sądowych w kilku procesach majątkowych. W 1387 pozwany został przez Wszegniewa z Sadów koło Poznania oraz jego siostrę Stronisławę w sprawie rezygnacji z wiana. W latach 1387-1391 toczył procesy z Żydówką poznańską Jordanową: w 1387 o 7 grzywien i odsetki, a w 1391 o 2,5 grzywny i odsetki. W latach 1390-1392 toczył kolejne spory: w 1390 z Janem z Jabłonowa o 30 grzywien, 1390 z Wszegniewem z Sadów o 30 grzywien z tytułu poręczenia, w 1392 z Bodzętą Knyszyńskim o 7,5 grzywny. W 1400 Jakub z Pawłowic oraz jego syn Mirosław okazali dokumenty przysądnemu sądu ziemskiego poznańskiego odpierając roszczenia Mikołaja syna Mikołaja z Pawłowic do spornej części wsi. Jakusza odnotowano także w kilku innych średniowiecznych procesach. W procesie majątkowym z 1409 na rzecz jego oraz jego syna Mikołaja Stopirkę ręczyli Mikołaj Kozieł z Biezdrowa oraz Szczepan i Mikołaj z Pożarowa. Katarzyna z Pawłowic oraz jej dzieci zrezygnowali wówczas na rzecz Jakuba i Mikołaja Stopirków z połowy wsi Pawłowice.
W 1388 bracia oraz dziedzice pawłowiccy Mikołaj i Wincenty pozwani zostali przez Mirosława z Pawłowic. W 1389 odnotowano sprawę Wincentego o 13 grzywien i odsetki z tytułu poręczenia Żydom za swego brata niedzielnego Iwana. W 1389 pozwany został Wincenty oraz inni, którzy mieli prawa do dziedziny Pawłowice, o 40 grzywien. W latach 1388-1401 odnotowany został Mirosław Pawłowicki dziedzic we wsi. W 1396 odpierał roszczenia Świętosława Krupki ze Skórzewa do dziedziny Pawłowice, którą kupił od Wincentego Czarnocica niegdyś dziedzica w Pawłowickiego. W 1401 Wawrzyniec Łódzki z Będlewa miał zapłacić Mirosławowi dwie grzywny z tytułu poręczenia za Piotrka.
W latach 1533-1558 właścicielem we wsi był Łukasz Chybski zwany od wsi Pawłowickim, syn Andrzeja Chybskiego, brat Agnieszki Pawłowickiej żony Jerzego Kębłowskiego. W 1533 zapisał swojej żonie Dorocie córce Jana Kokalewskiego po 100 kóp groszy posagu oraz wiana na połowie połowy Pawłowic. W 1553 kupił za 400 grzywien, od Anny i Reginy, córek Andrzeja Ninińskiego i zmarłej Heleny Chybskiej, części we wsiach Chyby, Skórzewo i Przeźmirowo koło Poznania, (obecnie Przeźmierowo). W 1556 sprzedał Jakubowi Jabłkowskiemu, mężowi swej córki Zofii, połowę Pawłowic za 2000 grzywien. W 1556 zapisał swojej żonie Dorocie Kokalewskiej po 200 złotych posagu i wiana na połowie wsi Chyby i Przeźmirowo. W 1556 dał swojej córce Zofii połowę Pawłowa, a drugą połowę tej wsi zarezerwował po swej śmierci dla drugiej córki Katarzyny Pawłowickiej. W latach 1555-1558 sprzedał z zastrzezeniem prawa wykupu Wincentemu Kierskiemu: w 1555 część Skórzewa za 1400 grzywien, w 1577 połowę Chyb za 410 złotych, w 1558 połowę Chyb za 490 złotych.
Miejscowość odnotowały także historyczne rejestry podatkowe dzięki, którym znamy stosunki własnościowe we wsi. W 1475 i 1499 wieś odnotowano w wykazie zaległości podatkowych. W 1508 miał miejsce pobór z części Wojciecha Przyborowskiego od 4 półłanków, z części Andrzeja Chybskiego od 7 półłanków. W 1510 pobrano podatki z części Barbary Pawłowickiej od 4 półłanków, z części Andrzeja Chybskiego od 8 półłanków. W 1510 w Pawłowicach był folwark, 6 łanów osiadłych, 5 łanów wymierzonych z folwarku, dwa łany opuszczone, które również wymierzone zostały z folwarku, jedna karczma z wyszynkiem. W 1563miał miejsce  pobór z Pawłowic, który zapłacili Jakub Jabłkowski od dwóch łanów i od karczmy dorocznej oraz Dobrogost Sobocki od dwóch łanów. W 1577 pobór zapłaciła Anna Sobocka. W 1580 pobór zapłacił Wojciech Wisławski, z Wysławic w pow. pyzdrskim, od trzech łanów, trzech zagrodników, dwóch komorników oraz od najemnego robotnika od pługa zwanego ratajem. W latach 1581-1583 pobór z Pawłowic zapłaciła Anna Sobocka. 
Wskutek II rozbioru Polski w 1793, miejscowość przeszła pod władanie Prus i jak cała Wielkopolska znalazła się w zaborze pruskim.

## Zabytki
We wsi znajdują się pozostałości zespołu dworskiego z końca XIX wieku: obora, spichlerz i dom mieszkalny. Dwór nie ocalał. Na terenie osady stoją dwa drewniane krzyże: z 1993 i starszy, na którym tabliczka głosi Krzysz postawiony Dnia 1.9.1912 (z dodatkową datą 1980). Na południowy zachód od Pawłowic rozlewa się Jezioro Kierskie Małe. 

## Turystyka
Przez wieś przechodzą: Transwielkopolska Trasa Rowerowa i Rowerowy Szlak Stu Jezior.